# Bietilægården
Bietilægården är en norsk museigård i Vadsø i Finnmark fylke, som förvaltas av Vadsø museum – Ruija kvenmuseum.
Henrik och Anna Grethe Bietilæ anskaffade en tomt 1879 i utkanten av dåvarande Indre kvenbyen (numera Indrebyen) och uppförde där en liten timmerstuga och en ladugård. Då låg platsen så avlägset att det fanns gott om mark att bruka på gårdens baksida. År 1910 tillkom en utbyggnad av boningshuset i schweizerstil. Idag består gården av manbyggnad, tre ladugårdar, kajanläggning med notskydd och slip. Gården är av varangerhustyp, så kallad typ 4, det vill säga att uthusdelen är sammanbyggd med boningshuset via en mellandel på baksidan.
Familjen Bietilæ byggde ett antal fiskebåtar på gårdens slip. Till gården hörde två fiskefartyg, Stenstrand och Kjartan. Stenstrand byggdes på gårdens egen slip 1916–1918, medan Kjertan byggdes i Risør 1946. Kjartan ägs idag av Vadsø kommun och är numera restaurerad.
Bietilægården blev kulturminnesmärkt av Riksantikvaren 1990 och köptes av Vadsø kommun samma år.